# Jérôme Bonaparte
Jérôme Bonaparte (tal. Girolamo Buonaparte),  (Ajaccio, Korzika, 15. veljače 1784. – Villegenis, Francuska, 24. lipnja 1860.), najmlađi brat Napoleona I.; vestfalski kralj od 1807. do 1813. godine kao Jerome I. i francuski maršal. Za vladavine njegova nećaka, cara Napoleona III., obnašao je dužnost predsjednika državnog vijeća. Njegov najstariji sin Jérôme Napoléon utemeljitelj je američke grane obitelji Bonaparte, čiji potomci i danas žive.

## Životopis
Rodio se 1784. godine u korzikanskoj plemićkoj obitelji talijanskog podrijetla, od oca Carla i majke Letizije. Školovao se u Parizu, a od 1800. godine bio je član konzulske garde. Nakon ranjavanja u dvoboju, premješten je u mornaricu te je 1801. godine poslan na Haiti da uguši pobunu robova.
Na putu povratka u Francusku, 1803. godine, doputovao je u SAD gdje je upoznao i oženio Elizabeth Patterson, kćerku bogatog trgovca iz Baltimorea. Po dolasku u Francusku 1805. godine, Jérômeov brat Napoleon isključio je njegovu ženu i sina iz participiranja u nasljedstvu i stjecanju privilegija obitelji Bonaparte, na što je Jérôme pristao i odrekao ih se. Poslije poništenja braka 1807. godine, brat Napoleon oženio ga je Catharinom od Württemberga i postavio ga za kralja Vestfalije. Kao kralj, potrošio je državni budžet na uređenje ulica, parkova, a osobito svoje palače.
Godine 1812. podbacio je u vojnoj kampanji na Rusiju, zbog čega je vraćen u Kassel, glavni grad svoje države. Poslije pada Napoleonovog režima u Njemačkoj, Jérôme se vratio u Francusku. Zapovijedao je lijevim krilom Napoleonove vojske u bitki kod Waterlooa 1814. godine. Nakon Napoleonova drugog pada, 1815. godine, napustio je Francusku i proveo većinu izbjegličkih dana u Italiji. Godine 1847. vratio se u Francusku i zahvaljujući političkom usponu usponu svog nećaka i novog cara Napoleona III., zadobio je dužnost maršala i predsjednika senata.

## Obitelj
Dana 24. prosinca 1803. godine oženio je Elizabeth Patterson, kćerku bogatog američkog trgovca iz Baltimorea, s kojom je imao sina Jérômea Napoléona (1805. – 1870.). Budući da je Jérômeov brat Napoleon I. poništio dekretom taj brak, Jérôme Napoléon i njegovi potomci izuzeti su iz baštinskih prava obitelji Bonaparte.
Na nagovor Napoleona I., koji je želio bračnim vezama svoje braće i sestara proširiti utjecaj na vladarske dinastije i njihove države u Europi, Jérôme se 1807. godine oženio Catharinom od Württemberga († 1835.), kćerkom württemberškog kralja Fridrika I. te je preko tog braka zadobio vestfalsku krunu. S njom je imao troje djece:
- Jérôme Napoléon Charles Bonaparte (1814. – 1847.), princ Montforta
- Mathilde Bonaparte (1820. – 1904.)
- Napoléon Joseph Charles Paul Bonaparte (1822. – 1891.)

Godine 1840. oženio se talijanskom plemkinjom Giustinom Pecori-Suárez († 1903.) s kojom nije imao djece.

## Vanjske poveznice
|  | Zajednički poslužitelj ima još gradiva o temi Jérôme Bonaparte |

- Bonaparte Hrvatska enciklopedija
- Jérôme Bonaparte Britannica (engl.)
- Jerome Bonaparte - napoleon.org (engl.)